# Zoo-Verein Wuppertal
Der Zoo-Verein Wuppertal e.V.  hat es sich zum Ziel gesetzt, durch Spendengelder den Zoo Wuppertal zu unterstützen und neue Tier-Anlagen zu stiften. Er wird auch Vereinigung der Freunde und Förderer des Zoos Wuppertal genannt. 2006 erfolgte die Auszeichnung mit dem Wuppertaler Wirtschaftspreis.

## Geschichte
Der Verein wurde am 27. Oktober 1955 gegründet. Seit etwa 2001 ist er Mitglied in der Gemeinschaft Deutscher Zooförderer. 2015 hatte er etwa 1450 aktive Mitglieder.

## Projekte

### Zoo-Gelände
Gibbon-Haus

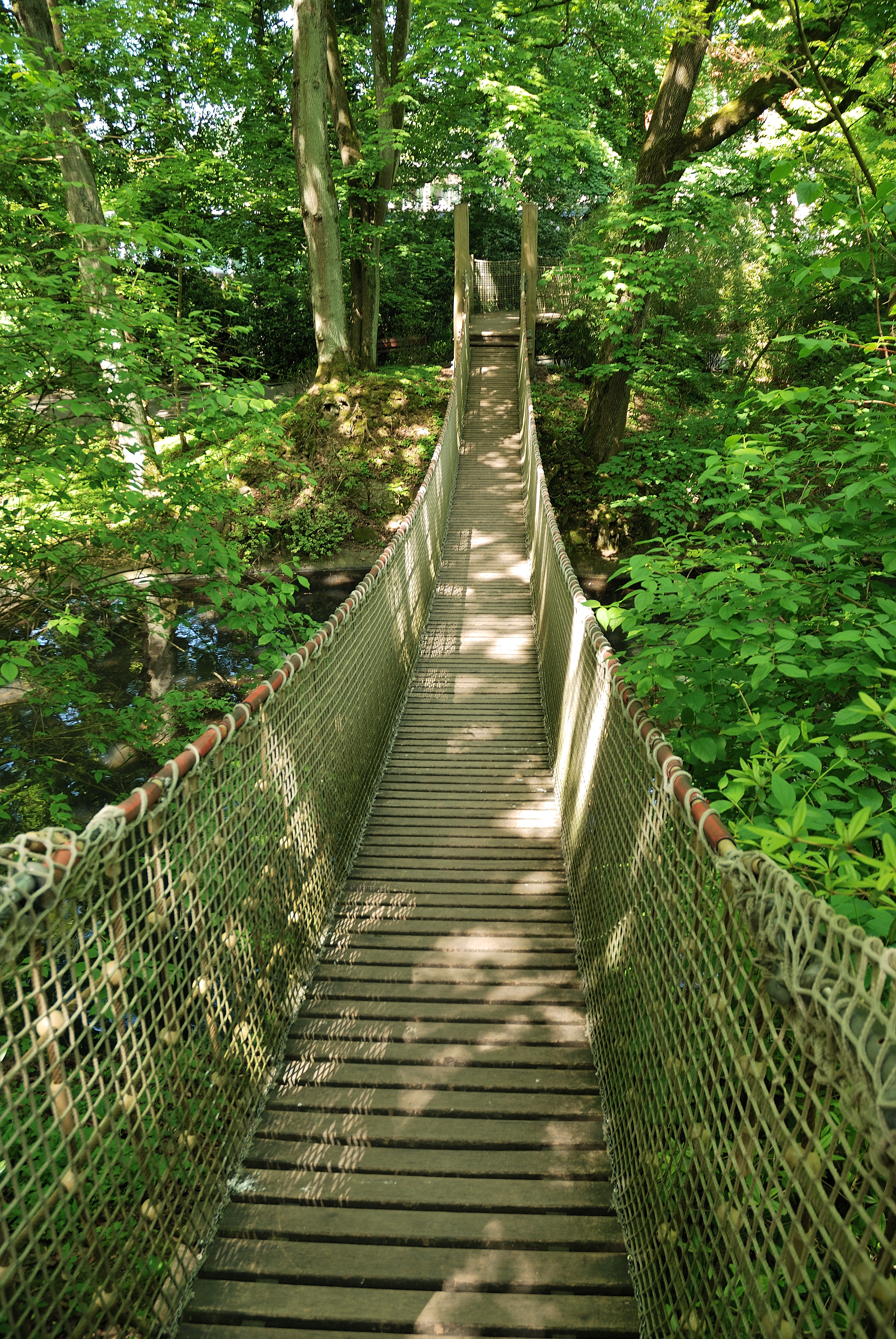
Die Hängebrücke

1966 wurde das Gibbon-Haus eröffnet und 1981 bereits wieder erweitert, da die Tiere sich gut vermehrten. Das Haus wird, zusammen mit dem benachbarten Teich, von Weißhandgibbons bewohnt. Bis 2005 wurde es erneut renoviert, seither führt eine lange Hängebrücke über den Teich, sodass Besucher den Tieren näher sind.
Pinguin-Anlage
1971 wurde die neue Pinguin-Anlage zu Ehren des Wappentiers des Wuppertaler Zoos gestiftet. Auch hier liegen Neubau-Pläne vor. Ein genauer Termin ist aber noch nicht vorhanden. Durch große Unterwasserscheiben kann man die Pinguine auch tauchen und schwimmen sehen, was zur Zeit der Errichtung als Sensation galt.
Biber-Anlage
1981 wurde nach kurzer Bauzeit zum 100. Jubiläum des Zoos die neue Biber-Anlage eröffnet. Beheimatet sind hier die Kanadischen Biber. Auch hier kann man die Tiere durch große Unterwasserscheiben beim Tauchen begleiten. Das Schlafhaus der Biber bietet ebenfalls einen guten Einblick.
Hirsch-Haus
Ebenfalls zum 100-jährigen Jubiläum wurde die neue Hirsch-Anlage mit dem großen Hirsch-Haus errichtet. Das Haus wurde in einen Hang gebaut, um Platz zu sparen. Hier leben zwei Huftier-Arten: die Weißlippenhirsche aus Tibet und die seltenen Takine, die es nicht häufig in europäischen Zoos gibt. Ehemalige Bewohner sind Davidshirsche. Sie wurden 2020 zu Gunsten einer Erweiterung der Takine-Anlage abgegeben.
Affenhaus-Außengehege
1985 wurde das alte Affenhaus renoviert. Der Zoo-Verein spendete zusätzlich als Erweiterung eine Außenanlage. Hier leben die Roten Varis, die zu den Halbaffen gehören. Ihr ursprünglicher Lebensraum ist der Urwald Madagaskars, wo sie jedoch durch die Rodung der Wälder bedroht sind. Deshalb unterstützt der Zoo-Verein ein weiteres Projekt auf der Insel.
Vogel-Freiflughalle
1960 wurde das Vogelhaus errichtet, jedoch aus der Finanzierung des Zoos. 1993 wurde es mit Hilfe der Spendengelder des Zoo-Vereins zu einer Freiflughalle für tropische Vögel umgebaut. Hier leben verschiedene tropische Vogelarten aus den mittel- und südamerikanischen Regenwäldern. Die Halle imitiert die klimatischen Verhältnisse der Regenwälder.
Orang-Utan-Freianlage
2003 wurde auf ca. 600 m² die neue Freianlage für die Orang-Utans errichtet. Sie war das zu diesem Zeitpunkt größte Projekt des Zoo-Vereins, da sie knapp 1.150.000 € kostete. Sie ist sehr naturnah gestaltet und bietet den Tieren zahlreiche Klettermöglichkeiten. Sie ist sehr dicht mit Bambus und Holz bepflanzt. Ein kleiner Bach und eine Schutzhöhle zwischen den kleinen Hügeln sind ebenfalls integriert. Das Gehege ist frei von Zäunen, als Abgrenzung wurden dagegen eine Felswand sowie Glasscheiben benutzt.
Brillenpinguin-Anlage
Seit Jahrzehnten werden im Zoo Brillenpinguine gepflegt. Bis 2005 wohnten sie noch bei den Königspinguinen. Als dort der Platz nicht mehr ausreichte, bekamen sie eine eigene Anlage. Die neue Anlage steht an der Stelle, an der zuvor die Vierhornschafe zu sehen waren. Sie ist ebenfalls original getreu nachempfunden. Neben einem großen Schwimmbereich, der durch große Unterwasserscheiben betrachtet werden kann, umfasst die Anlage einen Sandstrand sowie eine Wiese mit in den Felsen eingebauten Nist-Höhlen. 
Königspinguin-Anlage

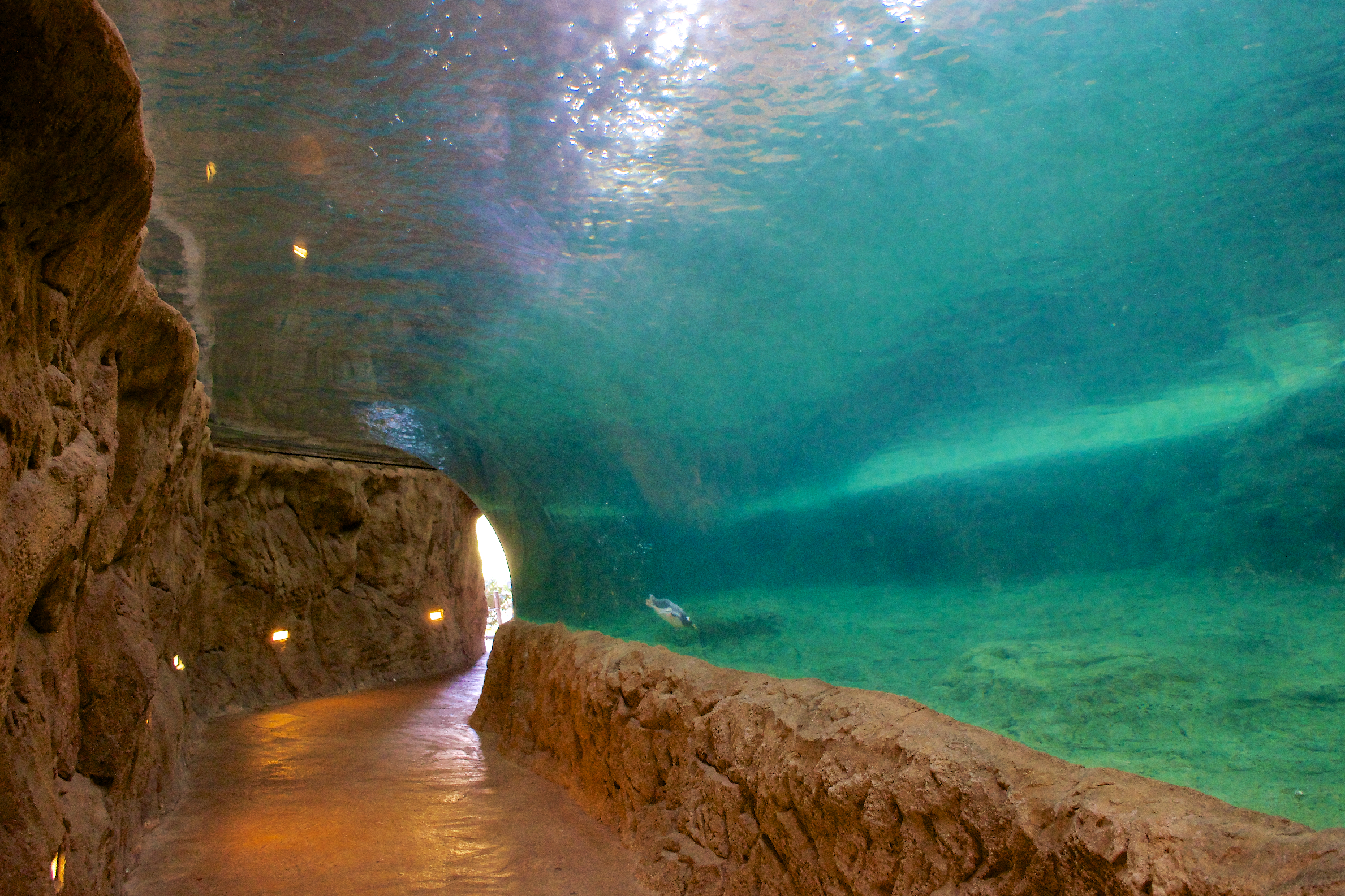
Der Tunnel der Königspinguin-Anlage

Auf dem Gelände der veralteten Pinguinanlage entstand 2008 eine runderneuerte Anlage für die Königspinguine. Das Projekt kostete etwa 3 Millionen Euro und wurde anlässlich des Firmenjubiläums komplett vom Unternehmen Vorwerk getragen. Damit erhielt der Zoo eine der größten und modernsten Pinguinanlagen Europas. Ein 15 Meter langer Acrylglastunnel ist eine der Attraktionen des Zoos. Die Anlage verfügt über gut 100 m² Land- sowie 220 Kubikmeter Wasserfläche. Auch Entkeimungs- und Kühltechniken wurden modernisiert und angepasst. Seit 2009 leben auch Eselspinguine in der Anlage.
Zwergpinguin-Anlage
Im Jahr 2011 hat der Wuppertaler Zoo Zwergpinguine aus dem Taronga Zoo in Australien erhalten, die seither die einzigen in einem europäischen Zoo sind. Die erst 2007 errichtete Übergangsanlage für die Königspinguine wurde dabei artgerecht und in Anlehnung an die natürliche Umwelt der Tiere umgestaltet.
Okapi-Anlage
Die bereits existierende Anlage der Okapis wurde im Oktober 2011 nach nur vier Monaten Bauzeit wieder eröffnet. Die Außenanlage wurde mit Gräben und Sichtscheiben neu gestaltet. Auch diese Anlage, die etwa 500.000 Euro gekostet hat, ist tiergerecht gestaltet worden. Oberstes Ziel hierbei ist die Optimierung einer erfolgreichen Zucht der seltenen Tierart.
Bonobo-Freianlage
2014 wurde die neue Bonobo-Anlage eingeweiht. Auch hier beteiligte sich der Zooverein mit einer Summe von 265.000 Euro an den Umbauarbeiten. Das Gehege liegt gut eingebettet zwischen der Orang-Utan-Freianlage und dem Gorilla-Außengehege. Es wurde naturnah gestaltet und fügt sich harmonisch in die Landschaft ein.

### Weitere Projekte

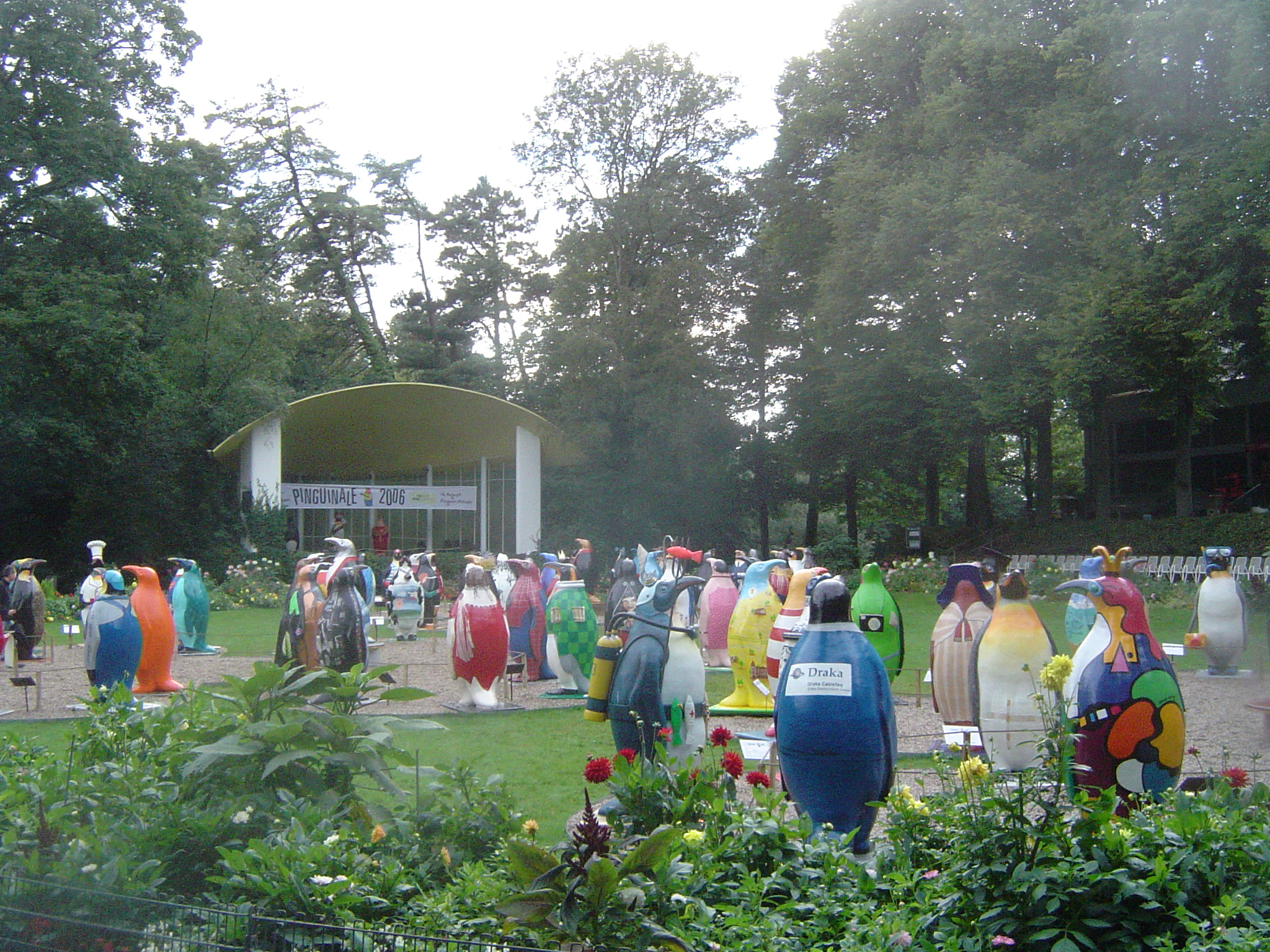
Ausstellung der Modell-Pinguinale im Rahmen der Pinguinale

Auch außerhalb der Tiergehege nimmt der Zooverein häufig an Planungen und Durchführungen verschiedener Projekte teil. So wurde 1985 die große Zoo-Schule errichtet, um Lehrern und Schülern zu ermöglichen, mit vielen Hilfsmitteln zu lernen. Das Haus verfügt über einen großen Klassenraum, Exponate aus zahlreichen Ländern und eine eigene Bibliothek. Das Haus wird vom Zoo-Verein auch für Versammlungen und Vorträge genutzt.
2006 anlässlich des 125-jährigen Jubiläums des Zoos die Pinguinale veranstaltet, im Zuge derer 200 Unternehmen Modell-Pinguine kaufen und diese individuell gestalten konnten. Diese Pinguine wurden nach der Ausstellung über die gesamte Stadt verteilt, zumeist in unmittelbarer Nähe zu den stiftenden Unternehmen.
2007 folgte ein Benefizkonzert in der Wuppertaler Stadthalle in Kooperation mit der Gemeinschaft Deutscher Zooförderer zu Gunsten des Artenschutzes. Unter anderem wurde das bekannte und gefragte Pepe Lienhard Orchester engagiert. Die eingenommenen 20.000 Euro wurden unter anderem in den Schutz von Südandenhirschen sowie die Welt-Zoo-Organisation WAZA investiert.
Im Jahr 2010 startete der Verein die Aktion Ein Otmar Alt für 5 Euro; im Zuge derer konnten Lose für fünf Euro gekauft werden, der Hauptgewinn war ein Gemälde des Künstlers Otmar Alt. Fast 800 Lose brachten 4000 Euro ein, die dem Zoo-Verein sowie der Otmar-Alt-Stiftung zugutekamen.

### Geplante Projekte
Trotz vieler Neuerungen plant der Verein weiterhin die Umgestaltung verschiedener Tieranlagen. Künftig wird eine Voliere für Schuhschnäbel und Schwarzschnabelstörche gebaut. Die bis zu acht Meter hohe Halle wird 1200 m² Fläche enthalten und soll knapp 700.000 Euro kosten.

## Naturschutzprojekte
Weil Madagaskar vor mehreren Millionen Jahren von Afrika getrennt wurde, hat sich dort eine eigenständige Tierwelt entwickelt, die weltweit einmalig ist. Doch nun wird ein Großteil des nur dort vorkommenden Regenwaldes gerodet, weil die Bevölkerung unaufhaltsam wächst und zunehmend Lebensraum und eine Nahrungsmittelversorgung beansprucht. So werden oftmals Tierarten binnen Minuten ausgerottet oder lebensbedrohlich verdrängt. 
Gemeinsam mit der Hauptstadt Antananarivo versuchen viele zoologische Gärten, diese Tierarten zu erhalten, indem sie große Flächen an Wald aufkaufen. Seit 2001 ist der Zoo-Verein zusammen mit dem Zoo Wuppertal dabei und unterstützt mehrere Projekte. Dazu gehört unter anderem ein Vogelschutzprojekt, das in Kooperation mit dem Weltvogelpark Walsrode aus Niedersachsen durchgeführt wird. Zum Programm gehören Beobachtungen und Fänge zum Zwecke der Fortführung der Zucht bedrohter Vogelarten. Zudem werden der Southern African Foundation for the Conservation of Costal Birds SANCCOB über 5000 Euro zur Errichtung einer Rehabilitationsstation für Pinguine zur Verfügung gestellt.
Ein weiteres wichtiges Projekt ist die Wiederansiedlung von Kagus in Neukaledonien. Dort gibt es derzeit nur noch knapp 500 Kagu-Paare in freier Wildbahn, durch die gezielte Züchtung wird ein Aussterben der Art verhindert. Einige Tiere werden auch im Wuppertaler Zoo gezüchtet und gehalten.
Als einer von nur fünf zoologischen Gärten in Deutschland hält der Wuppertaler Zoo Drills, eine seltene und bedrohte Primaten-Art. Durch eine fortschreitende Lebensraumzerstörung sowie die Bejagung zwecks illegalen Wildfleischhandels sind die Tiere vom Aussterben bedroht. Der Zoo-Verein unterstützt die Aktionen des Vereins Rettet den Drill e. V. durch Information der Zoobesucher über aufgestellte Tafeln.

## Auszeichnungen
- 2006: Wuppertaler Wirtschaftspreis, Kategorie „Stadtmarketingpreis des Jahres“